# 馬爾特尼夫卡 (杜布諾區)
50°13′20″N 25°49′8″E / 50.22222°N 25.81889°E
馬爾特尼夫卡（烏克蘭語：Мартинівка），是烏克蘭西北部羅夫諾州杜布諾區斯梅哈市镇内的村落。面積0.85平方公里，海拔高度238米，2001年人口380，人口密度每平方公里446人。